# Saint-Barthélemy-de-Vals
 Saint-Barthélemy-de-Vals  es una población y comuna francesa, en la región de Ródano-Alpes, departamento de Drôme, en el distrito de Valence y cantón de Saint-Vallier.

## Demografía
| 1132 | 1153 | 1164 | 1365 | 1637 | 1625 |
| Para los censos de 1962 a 1999 la población legal corresponde a la población sin duplicidades (Fuente: INSEE [Consultar]) |      |      |      |      |      |